# タリュパス
タリュパス（希：Θαρύπας、ラテン文字転記：Tarypas、タリュポスとも、? - 紀元前390年）はモロシア人、テスプロティア、エピロスの王であり、アレクサンドロス大王の祖先である。
タリュパスは次代の王アルケタス1世の父であり、先代の王はアドメトスである。
ペロポネソス戦争中の紀元前429年の夏、アテナイと同盟を結んでいたアカルナニアを攻撃するためにスパルタ側の諸国がアカルナニアに集まった中、エピロスからも軍が送られたが、当時タリュパスは幼少のため後見人のサビュリントスが軍を率いた。しかし、この作戦は失敗し、連合軍はそれぞれの国に解散した。また、タリュパスは子供の頃、教育を受けるために法制度や文化において先進国であったアテナイへと送られており、帰国後はアテナイでの勉強の成果を活かして後進地帯であったエピロスの法制度を整えた。